# Ossaea pulchra
Ossaea pulchra är en tvåhjärtbladig växtart som beskrevs av Brother Alain. Ossaea pulchra ingår i släktet Ossaea och familjen Melastomataceae. Inga underarter finns listade i Catalogue of Life.